# Monaco op de Olympische Zomerspelen 1952
Monaco nam deel aan de Olympische Zomerspelen 1952 in Helsinki, Finland. Ook de zesde olympische deelname bleef zonder medailles.

## Deelnemers en resultaten
(m) = mannen, (v) = vrouwen 

### Schietsport
| Olympiër         | Discipline                 | Resultaat | Prestatie                       |
| ---------------- | -------------------------- | --------- | ------------------------------- |
| Roger Abel       | 50m geweer 3 houdingen (m) | 42e       | 1061 punten: (333-344-384)      |
| Roger Abel       | 50m geweer liggend (m)     | 51e       | 384 punten: (95-97-94-98)       |
| Pierre Marsan    | 50m geweer liggend (m)     | 46e       | 387 punten: (97-98-97-95)       |
| Herman Schultz   | 50m geweer pistool (m)     | 39e       | 501 punten: (88-88-80-81-84-80) |
| Charles Bergonzi | 25m snelvuurpistool (m)    | 53e       | 370 punten: (181-189)           |
| Herman Schultz   | 25m snelvuurpistool (m)    | 33e       | 512 punten: (252-260)           |
| Georges Robini   | trap (m)                   | 32e       | 165 punten: (80-85)             |
| Marcel Rué       | trap (m)                   | 38e       | 146 punten: (76-70)             |

### Zeilen
| Olympiër                          | Discipline | Resultaat | Prestatie                             |
| --------------------------------- | ---------- | --------- | ------------------------------------- |
| Michel Auréglia Victor de Sigaldi | star       | 21e       | 560 punten: (DNF-DNF-17-21-DSQ-20-19) |

Argentinië · Australië · Bahama's · België · Bermuda · Birma · Brazilië · Brits-Guiana · Bulgarije · Canada · Ceylon · Chili · China · Cuba · Denemarken · Duitsland · Egypte · Filipijnen · Finland · Frankrijk · Goudkust · Griekenland · Groot-Brittannië · Guatemala · Hongarije · Hongkong · Ierland · IJsland · India · Indonesië · Iran · Israël · Italië · Jamaica · Japan · Joegoslavië · Libanon · Liechtenstein · Luxemburg · Mexico · Monaco · Nederland · Nederlandse Antillen · Nieuw-Zeeland · Nigeria · Noorwegen · Oostenrijk · Pakistan · Panama · Polen · Portugal · Puerto Rico · Roemenië · Saarland · Singapore ·  Sovjet-Unie · Spanje · Thailand · Trinidad en Tobago · Tsjecho-Slowakije · Turkije · Uruguay · Venezuela · Verenigde Staten · Vietnam · Zuid-Afrika · Zuid-Korea · Zweden · Zwitserland